# Lipotriches cribrosa
Lipotriches cribrosa là một loài Hymenoptera trong họ Halictidae. Loài này được Spinola mô tả khoa học năm 1843.